# ASMD (niedobór kwaśnej sfingomielinazy)
ASMD (niedobór kwaśnej sfingomielinazy, ang. acid sphingomyelinase deficiency) – rzadka i postępująca choroba genetyczna, należąca do grupy lizosomalnych chorób spichrzeniowych, występująca u dorosłych i dzieci. Charakteryzuje się niedoborem enzymu kwaśniej sfingomielinazy, powodując spichrzanie sfingomieliny w lizosomach komórek, co prowadzi do wielonarządowych uszkodzeń w organizmie. ASMD jest chorobą dziedziczoną w sposób autosomalny recesywny. Nosicielami choroby mogą być zarówno kobiety jak i mężczyźni.
ASMD było wcześniej nazywane chorobą Niemanna-Picka typu A i B. Aktualna nomenklatura odchodzi od nazewnictwa Niemanna-Picka (ang. Niemann-Pick disease) i stosowania terminologii ASMD. To, co rozróżnia obie te choroby to substancja, która się spichrza – w przypadku Niemanna-Picka jest to cholesterol, a w przypadku ASMD jest to sfingomielina.
Jako pierwszy jednostkę chorobową opisał Albert Niemann w 1914 roku. Ludwig Pick w latach 20. uznał, że jest to nowa, nieznana wcześniej choroba. W latach 30. wykazano również, że spichrzanym materiałem jest sfingomielina.

## Epidemiologia
ASMD występuje z częstością 1 na 200 000 urodzeń.

## Klasyfikacja

### Postać niemowlęca (typ A) - nerwowo-trzewna
- okres noworodkowy charakteryzuje się przedłużoną żółtaczką
- powiększenie wątroby i śledziony ok. 6 m.ż.
- szybko postępujące uszkodzenie układu nerwowego (objawy opuszkowe, spastyczność, drgawki)
- obecność "wisienki" na dnie oka
- zakażenie górnych dróg oddechowych i hepatosplenomegalia[1]
- charakterystyczny obrzęk twarzy

### Postać przewlekła (typ A/B) - nerwowo-trzewna
- charakteryzuje się wolniejszą progresją (w porównaniu z typem A) ośrodkowego układu nerwowego (OUN) i bardziej charakterystycznym powiększeniem śledziony[1]

### Postać nieneuropatyczna, młodzieńcza
- hepatosplenomegalia w dzieciństwie
- nawracające, ciężkie infekcje dróg oddechowych
- rzadziej spotyka się "wisienkę" na dnie oka
- charakteryzuje się powolnym postępem choroby bez lub z niewielkimi wpływem na ośrodkowy układ nerwowy[7]

Niegdyś wszystkie opisane powyżej typy ASMD błędnie określane były chorobą Niemanna-Picka – obecnie do choroby tej zalicza się jedynie TYP C.

### Choroba Niemanna-Picka typu C
Choroba Niemanna-Picka typu C (klasyczny deficyt kwaśnej sfingomielinazy; mutacja genu kodującego białko błonowe NC1, spełniające rolę transportera kwasów tłuszczowych i innych lipidów przez błony)
- obniżona aktywność sfingomielinazy (obniżenie wtórne)
- hepatosplenomegalia
- objawy neurologiczne: apraksja oczna

## Objawy
ASMD jest chorobą wieloukładową i wielonarządową. Z powodu uszkodzenia lub niedoboru enzymu rozkładającego substancje tłuszczowe, w komórkach spichrzają się lipidy(sfingomieliny), które w konsekwencji powodują uszkodzenia wielu narządów. Efektem są zaburzenia funkcji narządów oraz stany zapalne będące następstwem powikłań związanych z następującymi układami:
- Śledziona (powiększenie objętości śledziony, czyli splenomegalia – obserwuje się u ok. 90% pacjentów)[7],
- Wątroba (zaburzenia funkcji wątroby, hepatomegalia– obserwuje się u ok. 70% pacjentów)[7],
- Płuca (zmniejszenie pojemności płuc, zaburzenie wymiany gazowej – pacjenci bardzo często mają objawy choroby śródmiąższowej płuc),
- Układ nerwowy (nieprawidłowe tworzenie i funkcjonowanie synaps, głównie w typie A i A/B),
- Układ naczyniowy (zaburzenia gospodarki lipidowej, małopłytkowość – obserwuje się u 50% pacjentów)[7],
- Układ kostny (zmiany osteolityczne).

## Diagnostyka
Objawy ASMD mogą nie być wystarczająco nasilone, aby wywołać podejrzenia kliniczne – często diagnostyka deficytu kwaśnej sfingomielinazy opiera się na badaniach przesiewowych z uwagi na różnorodność występowanych objawów. Ciężkie i postępujące uszkodzenia głównych narządów mogą prowadzić do utrzymujących się i zagrażających życiu chorób.
Rekomendowaną metodą diagnozowania ASMD jest małoinwazyjne i szybkie badanie krwi, tzw. test suchej kropli krwi (DBS), którego celem jest zmierzenie aktywności enzymu ASM.
Pacjenci z ASMD mogą znajdować się wśród pacjentów z podejrzeniem choroby Gauchera z uwagi na szereg podobnych objawów takich jak powiększenie śledziony i/lub powiększenie wątroby oraz małopłytkowość, dlatego diagnostyka różnicowa powinna obejmować chorobę Gauchera. W celu odróżnienia obydwu chorób należy wykonać równoległe testy pod kątem ASMD, jak i kwaśnej beta-glukozydazy (enzymu brakującego w chorobie Gauchera).

## Leczenie
W 2022 roku Amerykańska Agencja ds. Żywności i Leków (FDA) oraz Europejska Agencja Leków (EMA) zatwierdziła do stosowania w leczeniu ASMD typ A/B i B olipudazę alfa.
Enzymatyczna terapia zastępcza w postaci olipudazy alfa jest rekombinowaną ludzką kwaśną sfingomielinazą, która zmniejsza nagromadzenie sfingomieliny w narządach tj. płuca, wątroba, śledziona oraz w szpiku kostnym.
Jest to pierwsza terapia powstała w celu leczenia tej choroby. W ramach terapii uzupełniany jest poziom enzymu u chorego, co pozwala na zredukowanie ilości odkładających się złogów. 
Olipudazie alfa FDA przyznało status terapii przełomowej. 